# Bors (Tude-et-Lavalette)
Bors è un comune francese di 254 abitanti situato nel dipartimento della Charente, nella regione della Nuova Aquitania. Localmente è anche chiamato Bors-de-Montmoreau per distinguerlo dal comune di Bors-de-Baignes, dato che fino al 2016 i confini del comune erano compresi nel Cantone di Montmoreau-Saint-Cybard in seguito soppresso.

## Società

### Evoluzione demografica
Abitanti censiti